# 愛美蘿·哈里斯
愛美蘿·哈里斯（英語：Emmylou Harris，1947年4月2日—）是美國歌手，詞曲作者和音樂家。在她的職業生涯中，她發行了許多流行專輯和單曲，她贏得了14次格萊美獎，還有極地音樂獎以及其他許多榮譽獎項，包括入選鄉村音樂名人堂。

## 早年
哈里斯來自職業軍人家庭，她的父親沃爾特·哈里斯(1921年至1993年)，是一個海軍陸戰隊軍官，和她的母親，尤金妮亞(1921至2014年) ，是一個戰時軍人世家的妻子，她的父親在1952年被報告在一次韓國的行動中失蹤，當了十個月的戰俘。哈里斯出生在阿拉巴馬州的伯明翰，她在弗吉尼亞州和北卡羅來納州的伍德布里奇度過了童年，她畢業於加菲爾德高中，是高中畢業生的榮譽代表。然後就讀北卡羅來納大學格林斯博羅分校的藝術學院，在音樂、戲劇和舞蹈上她贏得了戲劇獎學金，她開始認真學習音樂，學習如何在吉他上演奏皮特·西格，鮑勃·迪倫和瓊·貝茲的歌曲。為了追求自己的音樂理想，她輟學並搬到了紐約市，在1960年代民間音樂熱潮期間，她在格林威治村的咖啡館裡表演民謠時，兼差擔任女服務員，以足夠供應自己生活。 她於1969年與詞曲作者的湯姆·斯洛克姆結婚，並錄製了她的第一張專輯《滑翔鳥》。之後哈里斯和斯洛克姆很快就離婚了，哈里斯與她剛出生的女兒哈莉以及她的父母一起搬到馬里蘭州的克拉克斯維爾，在華盛頓特區附近的郊區 
。

## 來源
- In the Country of Country: A Journey to the Roots of American Music, Nicholas Dawidoff（英语：Nicholas Dawidoff）, Vintage Books, 1998. ISBN 0-679-41567-X
- Emmylou Harris: Angel in Disguise, Jim Brown, Fox Music Books, 2004.  ISBN 1-894997-03-4
- Fong-Torres, Ben. (1998). "Emmylou Harris". In The Encyclopedia of Country Music. Paul Kingsbury, Editor. New York: Oxford University Press. p. 230.

## 外部連結
- 官方网站 (requires Flash player)
- Emmylou Harris （页面存档备份，存于） Comprehensive former official site
- 《大英百科全书》中的条目：愛美蘿·哈里斯（英文）
- Emmylou Harris在Allmusic上的頁面
- Country Music Hall of Fame and Museum[永久]
- Emmylou Harris Questionnaire (June 2008)
- Pitchfork article
- Gibson interview
- Interview （页面存档备份，存于）
- 《查理·罗斯访谈录》上的愛美蘿·哈里斯
- Emmylou Harris在互联网电影资料库（IMDb）上的資料（英文）
- Emmylou Harris Interview for the NAMM Oral History Library (2016) （页面存档备份，存于）

| 獎項          | 獎項                              | 獎項                 |
| ------------- | --------------------------------- | -------------------- |
| 首任 首次頒發 | 美國音樂協會表演終身成就獎 2002年 | 繼任者： 萊文·海爾姆 |